# Komitat Torda-Aranyos
Das Komitat Torda-Aranyos [ˈtordɒ ˈɒrɒɲoʃ] (ungarisch Torda-Aranyos vármegye, rumänisch Comitatul Turda-Arieș) war eine Verwaltungseinheit im Osten des Königreichs Ungarn. Verwaltungssitz war Torda.

## Geographie

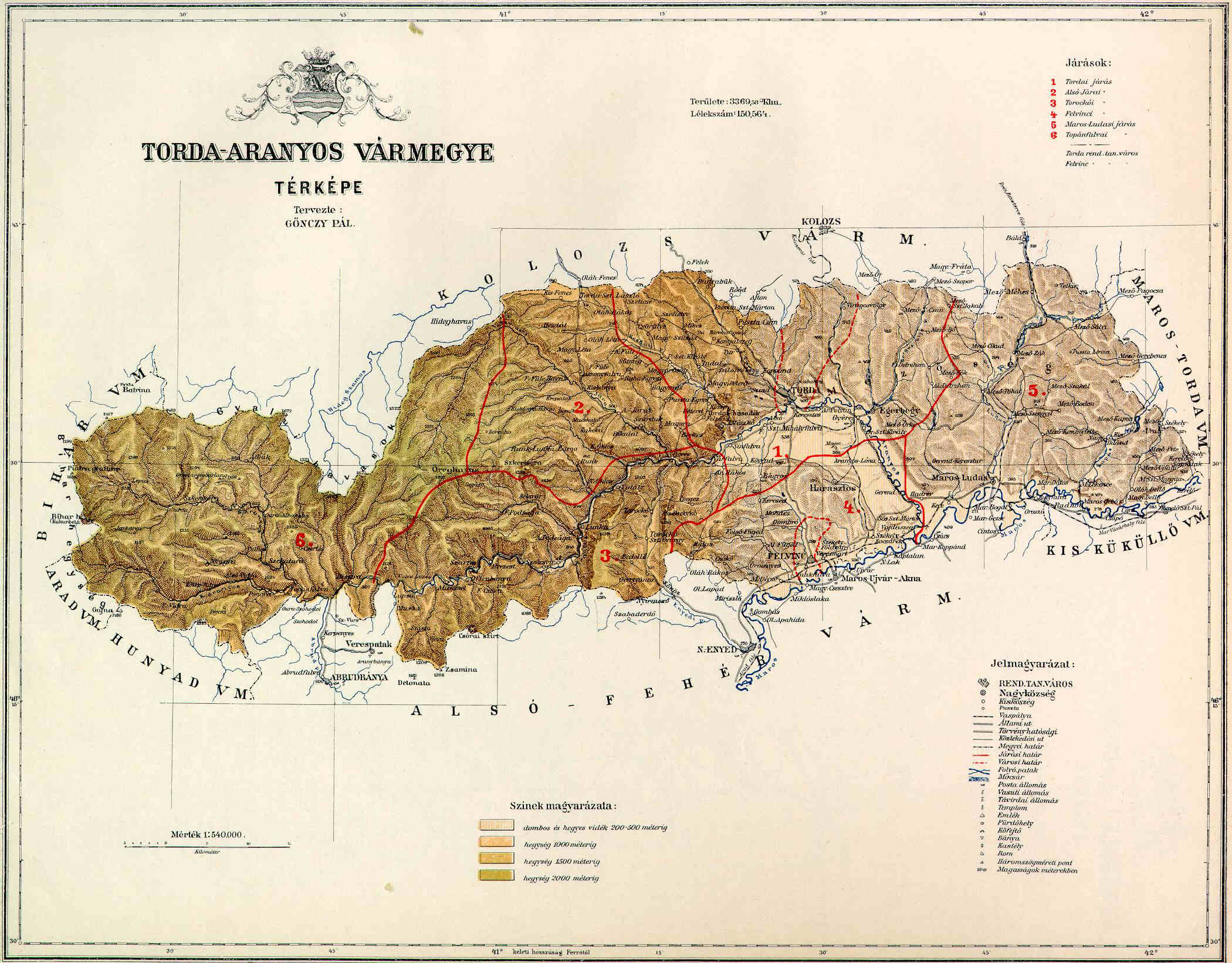
Karte des Komitats Torda-Aranyos um 1890

Es umfasste etwa 3500 km², wurde vom Aranyos (heute rumänisch Arieș) und seinen Nebenflüssen bewässert, war besonders im Westen durch Ausläufer des Bihargebirges sehr gebirgig (Muntje le mare 1828 m). Es grenzte im Südwesten an das Komitat Arad, im Nordwesten an das Komitat Bihar, im Norden an das Komitat Klausenburg (Kolozs), im Osten an das Komitat Maros-Torda, im Südosten an das Komitat Klein-Kokelburg (Kis-Küküllő), im Süden an das Komitat Unterweißenburg (Alsó-Fehér) und im Südwesten an das Komitat Hunyad.
1881 hatte es 137.031 ungarische und rumänische Einwohner, die meist Berg- und Ackerbau, Viehzucht und Holzhandel betrieben. Torda-Aranyos war reich an Edelmetallen und Mineralschätzen und wurde von einer Linie der Ungarischen Staatsbahn (Klausenburg-Kronstadt) durchzogen. Sitz des Komitats war Torda.

## Geschichte
Das Komitat Torda-Aranyos entstand durch die Komitatsreform 1876 und dem daraus folgenden Zusammenschluss des Szeklerstuhls Aranyosszék mit Teilen des Komitats Torda.
Nach dem Ende des Ersten Weltkriegs wurde das Gebiet 1918 von rumänischen Truppen besetzt und kam 1920 durch den Vertrag von Trianon zu Rumänien. Es liegt heute in den Kreisen Cluj (im Norden, mit der Stadt Turda), Alba (Süden und Westen) sowie Mureș (Osten).

## Bezirksunterteilung

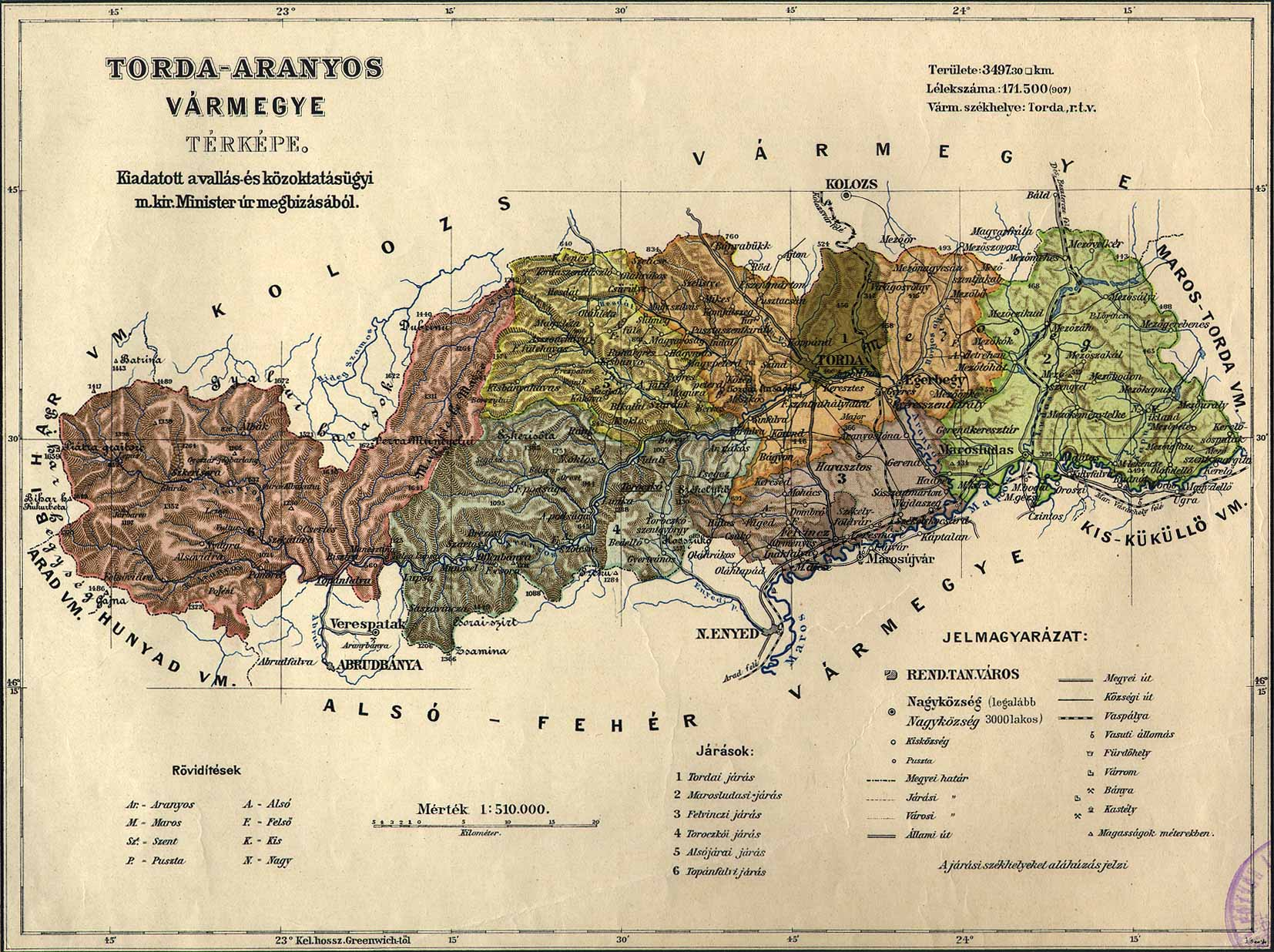
Administrative Karte

Das Komitat bestand im frühen 20. Jahrhundert aus folgenden Stuhlbezirken (nach dem Namen des Verwaltungssitzes benannt):
| Stuhlbezirke (járások)                | Stuhlbezirke (járások)    |
| Stuhlbezirk                           | Verwaltungssitz           |
| ------------------------------------- | ------------------------- |
| Alsójára                              | Alsójára, heute Iara      |
| Felvinc                               | Felvinc, heute Unirea     |
| Marosludas                            | Marosludas, heute Luduș   |
| Topánfalva                            | Topánfalva, heute Câmpeni |
| Torda                                 | Torda, heute Turda        |
| Torockó                               | Torockó, heute Rimetea    |
| Stadtbezirk (rendezett tanácsú város) |                           |
| Torda, heute Turda                    |                           |

Alle genannten Orte liegen im heutigen Rumänien.